# Poolse hockeyploeg (vrouwen)
De Poolse hockeyploeg voor vrouwen is de nationale ploeg die Polen vertegenwoordigt tijdens interlands in het hockey. Ze hebben zich nog maar tweemaal kunnen kwalificeren voor een internationaal toernooi: op de Olympische Spelen in Moskou in 1980 eindigde de Poolse vrouwen op een zesde plaats. In 2015 debuteert het land op het Europees kampioenschap.

## Erelijst Poolse hockeyploeg
| Jaar | Champions Trophy | Europees kampioenschap | Olympische Spelen | Wereldkampioenschap    | Hockey World League Hockey Pro League |
| ---- | ---------------- | ---------------------- | ----------------- | ---------------------- | ------------------------------------- |
| 1972 |                  |                        |                   | geen deelname          |                                       |
| 1974 |                  |                        |                   | geen deelname          |                                       |
| 1975 |                  |                        |                   | geen deelname IFWHA WK |                                       |
| 1976 |                  |                        |                   | geen deelname          |                                       |
| 1978 |                  |                        |                   | geen deelname          |                                       |
| 1979 |                  |                        |                   | geen deelname IFWHA WK |                                       |
| 1980 |                  |                        | 6e OS 1980 Moskou |                        |                                       |
| 1981 |                  |                        |                   | geen deelname          |                                       |
| 1983 |                  |                        |                   | geen deelname          |                                       |
| 1984 |                  | geen deelname          | geen deelname     |                        |                                       |
| 1985 |                  |                        |                   |                        |                                       |
| 1986 |                  |                        |                   | geen deelname          |                                       |
| 1987 | geen deelname    | geen deelname          |                   |                        |                                       |
| 1988 |                  |                        | geen deelname     |                        |                                       |
| 1989 | geen deelname    |                        |                   |                        |                                       |
| 1990 |                  |                        |                   | geen deelname          |                                       |
| 1991 | geen deelname    | geen deelname          |                   |                        |                                       |
| 1992 |                  |                        | geen deelname     |                        |                                       |
| 1993 | geen deelname    |                        |                   |                        |                                       |
| 1994 |                  |                        |                   | geen deelname          |                                       |
| 1995 | geen deelname    | geen deelname          |                   |                        |                                       |
| 1996 |                  |                        | geen deelname     |                        |                                       |
| 1997 | geen deelname    |                        |                   |                        |                                       |
| 1998 |                  |                        |                   | geen deelname          |                                       |
| 1999 | geen deelname    | geen deelname          |                   |                        |                                       |
| 2000 | geen deelname    |                        | geen deelname     |                        |                                       |
| 2001 | geen deelname    |                        |                   |                        |                                       |
| 2002 | geen deelname    |                        |                   | geen deelname          |                                       |
| 2003 | geen deelname    | geen deelname          |                   |                        |                                       |
| 2004 | geen deelname    |                        | geen deelname     |                        |                                       |
| 2005 | geen deelname    | geen deelname          |                   |                        |                                       |
| 2006 | geen deelname    |                        |                   | geen deelname          |                                       |
| 2007 | geen deelname    | geen deelname          |                   |                        |                                       |
| 2008 | geen deelname    |                        | geen deelname     |                        |                                       |
| 2009 | geen deelname    | geen deelname          |                   |                        |                                       |
| 2010 | geen deelname    |                        |                   | geen deelname          |                                       |
| 2011 | geen deelname    | geen deelname          |                   |                        |                                       |
| 2012 | geen deelname    |                        | geen deelname     |                        |                                       |
| 2013 |                  | geen deelname          |                   |                        | geen deelname                         |
| 2014 | geen deelname    |                        |                   | geen deelname          |                                       |
| 2015 |                  | 8e EK 2015 Londen      |                   |                        | 18e HWL 2014-15                       |
| 2016 | geen deelname    |                        | geen deelname     |                        |                                       |
| 2017 |                  | geen deelname          |                   |                        | 19e HWL 2016-17                       |
| 2018 | geen deelname    |                        |                   | geen deelname          |                                       |
| 2019 |                  | geen deelname          |                   |                        | geen deelname                         |
| 2021 |                  | geen deelname          | geen deelname     |                        | geen deelname                         |
| 2022 |                  |                        |                   | geen deelname          | geen deelname                         |
| 2023 |                  | geen deelname          |                   |                        | geen deelname                         |
| 2024 |                  |                        | geen deelname     |                        | geen deelname                         |
| 2025 |                  | geen deelname          |                   |                        | geen deelname                         |

Overige toernooien
- Hockey World League:
  - HWL 14-15: 18e